# Broxtowe
Broxtowe es un distrito no metropolitano con el estatus de municipio, ubicado en el condado de Nottinghamshire (Inglaterra). Fue constituido el 1 de abril de 1974 bajo la Ley de Gobierno Local de 1972 como una fusión de los distritos urbanos de Beeston and Stapleford y Eastwood, y parte del distrito rural de Basford.

## Geografía
Según la Oficina Nacional de Estadística británica, Broxtowe tiene una superficie de 80,1 km².

## Demografía
Según el censo de 2001, Broxtowe tenía 107 570 habitantes (49,16% varones, 50,84% mujeres) y una densidad de población de 1342,95 hab/km². El 18,81% eran menores de 16 años, el 73,61% tenían entre 16 y 74, y el 7,58% eran mayores de 74. La media de edad era de 39,72 años. 
Según su grupo étnico, el 95,45% de los habitantes eran blancos, el 0,88% mestizos, el 1,99% asiáticos, el 0,57% negros, el 0,75% chinos, y el 0,36% de cualquier otro. La mayor parte (94,47%) eran originarios del Reino Unido. El resto de países europeos englobaban al 2,04% de la población, mientras que el 0,68% había nacido en África, el 2,14% en Asia, el 0,44% en América del Norte, el 0,06% en América del Sur, el 0,14% en Oceanía, y el 0,03% en cualquier otro lugar. El cristianismo era profesado por el 70,57%, el budismo por el 0,32%, el hinduismo por el 0,57%, el judaísmo por el 0,12%, el islam por el 0,86%, el sijismo por el 0,62%, y cualquier otra religión por el 0,22%. El 19,01% no eran religiosos y el 7,71% no marcaron ninguna opción en el censo.
El 40,81% de los habitantes estaban solteros, el 44,62% casados, el 1,63% separados, el 6,21% divorciados y el 6,74% viudos. Había 45 445 hogares con residentes, de los cuales el 27,62% estaban habitados por una sola persona, el 8,54% por padres solteros con o sin hijos dependientes, el 60,9% por parejas (51,97% casadas, 8,92% sin casar) con o sin hijos dependientes, y el 2,94% por múltiples personas. Además, había 1195 hogares sin ocupar y 60 eran alojamientos vacacionales o segundas residencias.

## Hermanamiento
- Gütersloh (Alemania)[2]